# Kościół Zbawiciela Świata w Ostrołęce
Kościół pw. Zbawiciela Świata w Ostrołęce – parafialny kościół rzymskokatolicki. Obecny kościół zbudowany został w latach 1997–2000. Parafia istnieje natomiast od roku 1989.

## Historia
Pomysł powstania nowego kościoła w Ostrołęce pojawił się już pod koniec lat 70. zeszłego wieku. Rozrastająca się w latach 80. wojewódzka Ostrołęka nie mogła wciąż trwać w ramach dwóch śródmiejskich parafii. Zwłaszcza parafia pw. św. Antoniego Padewskiego była zbyt duża, aby można było w niej bezproblemowo prowadzić działalność duszpasterską.
W 1976 r. przedstawiciele ostrołęckiego duchowieństwa, na czele z proboszczem parafii św. Antoniego ks. J. Biernackim, podjęli starania o utworzenie nowej parafii. W 1982 r. władze państwowe wyraziły zgodę na budowę domu parafialnego i kościoła przy ul. Goworowskiej.
W grudniu 1986 odprawiona została pierwsza msza święta w tymczasowej, drewnianej kaplicy, wkrótce potem zaczęto budować dom parafialny. 3 grudnia 1989 r. na mocy dekretu biskupa łomżyńskiego J. Paetza ustanowiona została parafia Zbawiciela Świata, a jej pierwszym proboszczem został ks. P. Zabielski.
W grudniu 1996 r. w wyniku pożaru zniszczona została całkowicie drewniana kaplica. Paradoksalnie wydarzenie to spowodowało przyspieszenie budowy nowego kościoła. Ostatecznie powstał on w roku 2000.

## Konstrukcja i symbolika
Pierwszy projekt zakładał budowę gigantycznej świątyni o powierzchni 3,5 tys. km². Ostatecznie zdecydowano się mniejszy, murowany kościół o długości 42 m, szerokości 30 m i wysokości 33 m (wraz z krzyżami 40 m).
Konstrukcja świątyni symbolizować ma Wszechświat. W ołtarzu głównym znajduje się tabernakulum w kształcie słońca, a na tle mozaiki przedstawiającej Wszechświat oraz na tle krzyża znajduje się figura zmartwychwstałego Jezusa w geście błogosławieństwa. Na każdym z dwunastu filarów w kościele znajdują się naturalnej wielkości figury apostołów. Na zewnątrz, tuż przed wejściem do kościoła, góruje postać Zbawiciela Świata z rozłożonymi rękoma, symbolicznie obejmującymi parafię.

## Parafia
Parafia pw. św. Zbawiciela Świata w Ostrołęce należy do dekanatu diecezji łomżyńskiej. Jej proboszczem jest ks. prałat Jarosław Kotowski.

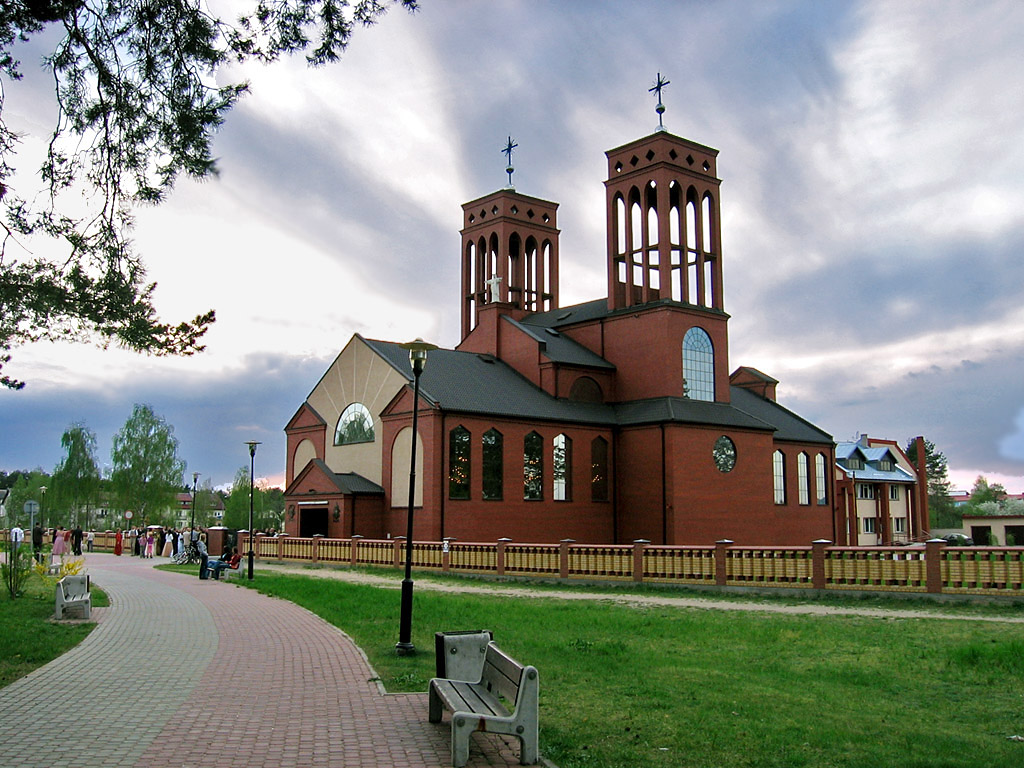

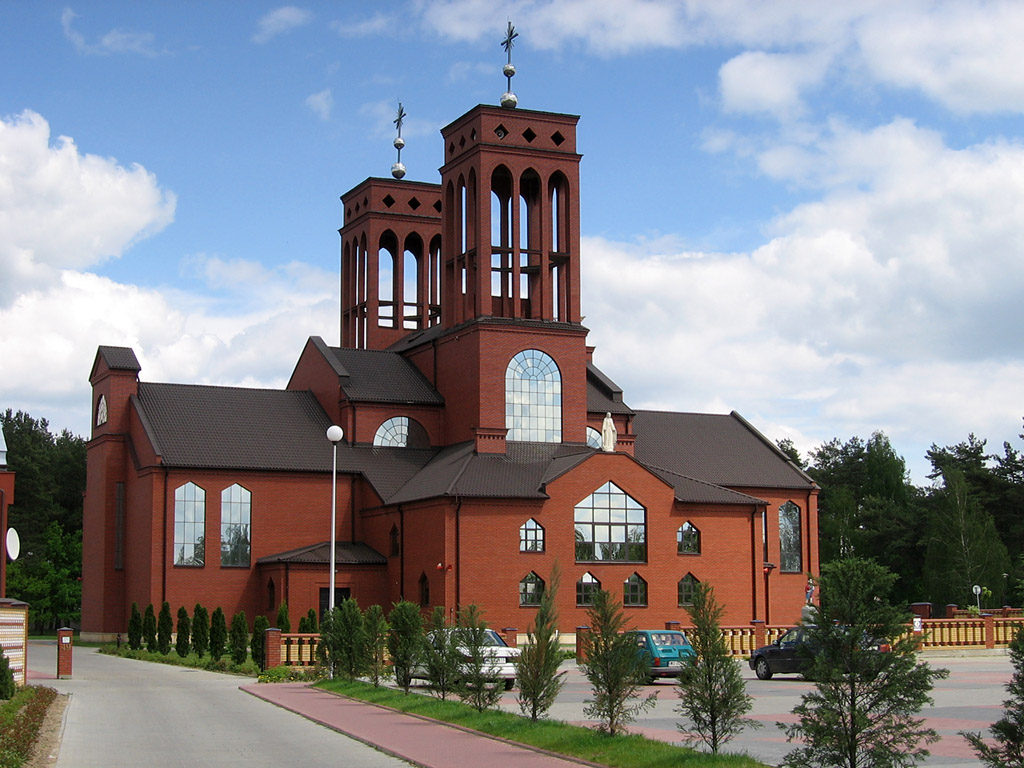